# Vogue
 (транскр.  Воуг — срп. стил) амерички је модни часопис са седиштем у Њујорку. Један је од најпознатијих светских модних часописа. На почетку излажења продавао се као недељник чија је циљна публика била њујоршка аристократија. Данас чак 23 земље у свету имају своју верзију овог часописа, који се још назива и „модна библија”.
Британска верзија, покренута 1916. године, била је прво међународно издање, док је италијанска верзија названа врхунским модним часописом на свету. До данас постоји 28 међународних издања. У марту 2024. покренута је балканска верзија часописа, под називом Vogue Adria.

## Историја
Часопис Воуг покренуо је Артур Тернур (Arthur Baldwin Turnure), 17. децембра 1892. На самом почетку часопис је излазио као недељник и коштао је 10 центи (што би данас било око 2,5—3 $).
Године 1905. Воуг је купио Конде Монтроуз Наст (Condé Montrose Nast), млади и амбициозни амерички издавач, који је постепено утицао на проширење циљне групе читалаца и повећање тиража. Године 1910. претворио га је у двонедељник. У почетку је магазин штампан искључиво у САД и дистрибуиран широм света, али су околности настале током Првог светског рата довеле су 1916. до одлуке о покретању британског издања. После британског покренута су издања и у другим земљама: Аустралији, Италији и 1920. године у Француској, где је доживео велики успех. Под вођством Наста број издања, тираж и профит Воуга значајно су порасли. Издавачка кућа која данас издаје Воуг носи данас Настово име. Часопис излази као месечник у 20 земаља широм света, између осталог у Великој Британији , Француској, Италији , Немачкој , Русији , Аустралији , Турској , Тајланду, Индији , Кини , Тајвану, Португалији , Мексику , Јапану, Јужној Кореји , Пољској , Холандији , Грчкој, Украјини , Шпанији и у Бразилу . Прво издање британског Воуга је изашло 1916. године, Vogue Paris тј. Француски "Воуг" је изашао 1920. године. Италијански "Воуг" или Воуг Италија је први пут изашао после Другог светског рата 1964. године. Vogue Arabia је издање магазина на арапском језику за Блиски исток, први број је изашао 2016. на коме су се до сада појављивала лица која имају муслиманско и арапско порекло. ...
Часопис је излазио и током Велике депресије и Другог светског рата. Током 60-их година 20. века "Воуг" је позивао младе на сексуалну револуцију фокусирајући се више на савремену моду и отвореније расправе о сексуалности. Године 1973, под руководством Грејс Мирабл, часопис почиње да излази једном месечно и долази до промена у стилу и начину писања, па се упоредо са тим мења и публика. Мирабела је у магазин увела едиторијале на више од 10 страна, на којима су приказивани најновији модели светских брендова. Напустивши површну улогу забаве богатих, Воуг почиње да обликује живот модерног човека, „задирући далеко дубље, до места где се мода, уметност, фотографија и књижевност преплићу у еволуцијском кругу савремене културе и друштва (како пише британски Гардијан).
Године 1988. на место главног уредника долази британска новинарка Ана Винтур, која је својим чврстим ставом и великим захтевима успела је да сачува репутацију часописа. Под њеним вођством, Воуг се фокусирао на нов и приступачнији концепт „моде” за ширу публику. Данас Воуг има више од 11 милиона штампаних примерака годишње и више од милион онлајн посета месечно.
Ана Винтур је широм света постала позната након што је захваљујући роману Ђаво носи праду, који је написала њена некадашња асистенткиња Лорин Вајзбергер. Роман је објављен 2003. године и одмах је постао бестселер. По њему је убрзо снимљен истоимени филм у ком улогу главне и одговорне уреднице модног часописа игра Мерил Стрип, којој је ова улога донела номинацију за Оскара. Већ наредне године овај роман преведен је и на српски језик.
На позицији главне уреднице Воуга најдуже се задржала Една Вулман Чејс – чак 37 година. Вера Ванг, која је била уредник моде од 1972. до 1987. године своју каријеру је започела као модни асистент. У часопису Воуг почињале су још неке касније познате личности као што су Александер Ванг, Али Макгро, Изабела Блоу, Шон Ејвери и Џон Дидион.

## Фотографија уВоугу
Конде Наст је од самог почетка велику пажњу поклањао квалитету фотографије у свом часопису. Ангажовао је истакнуте фотографе тог времена, као што су Едвард Стајхен, који је фотографисао прву насловницу часописа са фотографијом у боји у јулу 1932. године, Сесил Битон, Норман Паркинсон, Хелмут Њутн и Марио Тестино, који су модну фотографију подигли на ниво уметничке форме, а Воугу обезбедили епитет предводника авангарде нове уметности.

## Воуговалица
Прва позната манекенка која се нашла на насловној страни Воуга била је Тото Купман, 1933. бисексуалка индонезијско- холандског порекла, која је касније била шпијунка у Другом светском рату. Прва славна личност на насловници била је Одри Хепберн 1959. године, а последњих година на чак 93 процента насловних страна налазе се славне личности. Године 1974. на насловници се појавила прва Афроамериканка, манекенка Беверли Џонсон. На насловној страни америчког Воуга најчешће се појављивало лице глумице Лорин Хатон, чак 28 пута. Српске манекенке које су биле на насловници "Воуга" су Наташа Војновић , чак двапут на насловници британског " Воуга ", двапут на насловници француског "Воуга" , 2001, 2003. године и 2009. године и немачког "Воуга" 2002. године и топ модели Ивана Станковић 1994. године и Маја Латиновић 2002. у шпанском Воугу, затим Ђурђа Стојиљковић на насловници италијанског "Воуга". Много је већи број српских модела којих се сликало у модним едиторијалима или у рекламним кампањама модних брендова унутар страница часописа.
Током више од једног века, колико овај часопис излази, за Воуг су се сликале многе познате жене, глумице, певачице, водитељке, политичарке као што су Анџелина Џоли, Катрин Денев , Грејс Кели, Анита Екберг , Изабела Роселини, Изабел Ађани , Скарлет Џохансон, Мишел Обама, Дајана, принцеза од Велса, Опра Винфри, Хали Бери, Лупита Нјонго, Сара Џесика Паркер, Никол Кидман, Џенифер Лопез, Адел, Кајли Миног, Мараја Кери, Ријана, Мадона, Шер, Тина Тарнер, Мерил Стрип, Кендис Берген, Моника Белучи, Џулијен Мур, Софија Лорен, Марлен Дитрих, Елизабет Тејлор, Рене Русо, Рене Зелвегер, Одре Тоту, Ким Бејсингер, Хилари Клинтон, Меланија Трамп, Џејн Фонда, Кејт Винслет, Гвинет Палтроу, Џулија Робертс, Викторија Бекам ,Бијонсе, Бритни Спирс, Кристина Агилера, Тејлор Свифт ,Кејти Пери, Лејди Гага, Сандра Булок, Мила Јововић, Ен Хатавеј, Мишел Фајфер, Шерон Стоун , Настасја Кински, Марион Котијар, Селма Хајек ,Ева Лонгорија, Деми Мур, Паз Вега ,Софи Марсо, Ума Турман, Дру Баримор, Хилари Сванк, Шарлиз Терон, Камерон Дијаз, Винона Рајдер, Кејт Бланчет, Кејт Босворт ,Кира Најтли, Џанг Цији, Ема Стоун, Ема Вотсон, Кристен Стјуарт, Сијена Милер ,Кирстен Данст, Мерјем Узерли, Клер Дејнс ,Џенифер Лоренс, Џенифер Анистон, Ајшварија Рај ,Рис Видерспун, Луси Лу, Тина Феј и многе друге познате личности из света забаве, спорта и политике.
Неке од најпознатијих светских супермодела у свету манекенства такође су се сликале за насловницу Воуга, а међу њима су Адријана Лима, Жизел Биндшен, Синди Крафорд, Наоми Кембел, Клаудија Шифер, Линда Еванђелиста, Карла Бруни, Нађа Ојерман , Кристи Тарлингтон,   Кристи Бринкли, Иман Абдулмајид, Наталија Водјанова, Ева Херцигова , Хелена Кристенсен, Шалом Харлоу, Стефани Симоур, Карен Мулдер, Јасмин Лебон, Јасмин Гаури, Кимора Ли Симонс, Беверли Пил, Тао Окамото, Ирина Шејк ,Каролина Куркова, Летиција Каста, Кејт Мос, Амбер Валета, Алесандра Амброзио, Кендис Свонепул, Кејт Аптон, Бехати Принслу, Роузи Хантингтон Вајтли, Изабел Гулар, Полина Поришкова, Хајди Клум, Алек Век , Тајра Бенкс, Миранда Кер, Ел Макферсон, Линдси Елингсон, Кендал Џенер, Кара Делевин, Џиџи Хадид, Џема Ворд, Исабели Фонтана, Наташа Поли, Нина Морић ,Еухенија Силва, Саша Пивоварова, Ана Селезнева, Магдалена Фраковиак, Тања Дјагилева, Дарија Вербова, Аризона Мјуз, Карен Елсон, Карли Клос, Верушка, Брук Шилдс, Твиги, Џија Каранџи, Руслана Коршунова, Џин Шримптон, Џенис Дикинсон, Вилхелмина Купер чије име носи назив једне модне агенције за моделе у Њујорку и многи други топ модели. Љу Вен има највише насловница од кинеских манекенки, у децембру 2017. поводом 125. годишњице се сликала за америчко издање . Од италијанских супермодела које су се сликале за насловницу, најпознатија и најуспешнија је Марија Карла Босконо.
Бројне спортисткиње такође су се нашле на насловници Воуга, а међу њима Хоуп Соло, Серена Вилијамс, Марија Шарапова и др...
Насупрот познатим женама, на насловној страни Воуга нашло се само неколико мушкараца: Ричард Гир (са Синди Крафорд), Бен Стилер са Пенелопе Круз , Џорџ Клуни и Леброн Џејмс (са Жизел Бундшен), Рајан Локти (са Хоуп Соло и Сереном Вилијамс), Елтон Џон, Роби Вилијамс, Џастин Тимберлејк, Маноло Бланик и Кање Вест. У неким земљама постоји издање часописа за мушкарце.

## Занимљивости
Само око 12% читалаца штампаног издања Воуга чине мушкарци, док су међу читаоцима онлајн верзије они заступљени чак са 42 процента.
Половина садржаја сваког броја чине рекламе, а када је реч о неком јако читаном месецу, попут септембра, проценат реклама може порасти и на 80%. Септембарско издање је генерално и најважније јер пружа пресек модних трендова за наредних годину дана. Америчко издање из септембра 2012. године, када се обележавло 120 година од изласка првог броја Воуга, са 916 страница било је највеће у историји тог часописа. Септембарско издање из 2007. године, са 840 страница, било је највеће издање часописа које је икада објављено, а тежило је око 2,27 килограма. Ово издање било је и тема документарног филма Септембарско издање из 2009. године.
За Воуг је илустрације радила и чувена српска сликарка Милена Павловић-Барили. У Воугу су њене илустрације постигле запажен успех који јој је омогућио да са овим часописом оствари сталну сарадњу. Марина Абрамовић је била на насловници украјинског издања часописа 2014 године. Новак Ђоковић и Ана Ивановић су само неки од српских спортиста о којима се доста писало у овом светски познатом часопису.